# Ombytta roller (film)
Ombytta roller (engelska: Trading Places) är en amerikansk komedifilm från 1983 i regi av John Landis. I huvudrollerna ses Dan Aykroyd och Eddie Murphy.

## Handling
Som ett experiment slår de två respekterade bröderna Mortimer (Don Ameche) och Randolph (Ralph Bellamy) Duke vad om att miljön är det viktigaste för hur en människa utvecklas. De ordnar så att två andra män får byta plats; den ena är tiggaren Billy Ray (Eddie Murphy) som får ett fint jobb och en fin bostad, och blir en högt ansedd anställd hos Mortimer och Randolph, Louis Winthorpe III (Dan Aykroyd), som blir av med sitt arbete, bostad och falskeligen anklagad för diverse olagligheter. Mitt i all sin otur träffar han dock den godhjärtade prostituerade Ophelia (Jamie Lee Curtis) som hjälper honom.
Då Billy Ray, genom att tjuvlyssna på ett samtal mellan Mortimer och Randolph, finner att hans lycka bara är temporär, och Louis finner att hans olycka orsakats med flit av bröderna, kokar de tillsammans ihop en plan för att hämnas. De kommer över hemlig information som de utnyttjar för att ruinera bröderna.

## Rollista i urval
- Dan Aykroyd - Louis Winthorpe III
- Eddie Murphy - Billy Ray Valentine
- Ralph Bellamy - Randolph Duke
- Don Ameche - Mortimer Duke
- Denholm Elliott - Coleman
- Jamie Lee Curtis - Ophelia
- Kristin Holby - Penelope Witherspoon, Louis Winthorpes fästmö
- Paul Gleason - Clarence Beeks
- Patrik Gelesits - korrumperad polis
- Philip Bosco - läkare
- Bo Diddley - pantlånare